# Geografija Etiopije
Etiopija leži v Vzhodni Afriki, večinoma v Etiopskem višavju. To je v podlagi zgrajeno iz kristalastih skrilavcev in gnajsov ter prek njih odloženih mezozojskih apnencev in peščenjakov, te pa prekrivajo 300-3000 m debeli izlivi bazaltne lave (ok. 400.000 km²) iz terciarnega obdobja, ko se je začel ugrezati Veliki tektonski jarek. Na višavju prevladujejo širne visoke planote (2000–2500 m nad morjem.), vanje pa so reke zarezale do 2000 m globoke, neprehodne soteske; nad višavje se dvigajo bazaltni platoji in ugasli ognjeniki. Veliki tektonski jarek preseka višavje na dve enoti: višji zahodni del, ki se prek obsežnih hribovij spušča proti kotlini ob Belem Nilu, s približno 25 gorami, katerih vrhovi se dvigajo nad 4000 m, najvišja pa Ras Dashen na 4543 m, ter nižji vzhodni del, ki se proti jarku in Danakilski depresiji spušča s strmim, tektonsko dvignjenim robom proti jugu in jugovzhodu pa zlagoma prehaja v uravnano in nižje Somalsko višavje. Na skrajnem jugovzhodu je planota Ogaden na okoli 500 m nadmorske višine. Z izrazitimi strukturnimi stopnjami se spušča v nižjo Somalijo.
Severovzhodni del Etiopije obsega Danakilsko depresijo, razširjeni, tektonsko ugreznjeni del Velikega tektonskega jarka, ki se tu združi z Rdečemorskim tektonskim jarkom. Osrednji del je depresija in leži pod morsko gladino (jezero Asal, -116 m), na njenem dnu so številna slana jezera, delujoči ognjeniki in vroči izviri, kar priča o zelo živahnih tektonskih premikih, s katerimi se Somalski polotok ločuje od preostale Afrike.

## Fizična geografija
Med dolino Zgornjega Nila in mejo Etiopije s Sudanom in Južnim Sudanom je območje povišanih planot, iz katerih se dvigajo različne planote in gore, ki sestavljajo Etiopsko višavje. Skoraj na vseh straneh se stene planot nenadoma dvigajo iz ravnin in tvorijo zunanje gorske verige. Višavje je tako jasno označena geografska delitev. V Eritreji poteka vzhodna stena te planote vzporedno z Rdečim morjem od Ras Kasarja (18° S) do zaliva Annesley (znanega tudi kot zaliv Zula) (15° S). Nato zavije proti jugu v Etiopijo in približno 600 km tesno sledi črti 40° V.
Približno 9° S je prelom v steni, skozi katerega reka Avaš teče proti vzhodu. Glavno območje na tej točki se giblje proti jugozahodu, medtem ko se južno od doline Avaš, ki je približno 1000 m  pod gorovjem, vzpenja še en masiv v neposredni liniji proti jugu. To drugo območje pošilja verigo (gorovje Ahmar) proti vzhodu proti Adenskemu zalivu.
Dve glavni vzhodni verigi ohranjata vzporedno smer proti jugozahodu, s široko gorsko dolino vmes – v kateri je vrsta jezer – do približno 3° S, zunanji (vzhodni) robovi planote pa se še vedno držijo vzdolž črte 40° V. Južno pobočje planote je zelo nepravilno, vendar ima splošno smer severozahod in jugovzhod od 6° S do 3° S. Spregleda depresijo, v kateri je Turkansko jezero in – vzhodno od tega jezera – južno območje Debub Omo Zone (del večje regije imenovane Regionalna država Južne Etiopije).
Zahodna stena planote od 6° S do 11° S je izrazita in prepadna. Severno od 11° S se hribi obračajo bolj proti vzhodu in se bolj postopoma spuščajo v vzhodno sudanske savanske ravnice ob vznožju. Na svoji severni strani se planota terasasto spušča do ravni vzhodnega Sudana.
Vzhodno pobočje je najbolje definirano od teh zunanjih verig. Ima povprečno višino od 2100 do 2400 m in se na mnogih mestih dviga skoraj pravokotno iz ravnine. Ozke in globoke razpoke, skozi katere se spuščajo gorski hudourniki, ki se izgubijo v peščenih tleh eritrejske obale, omogočajo dostop do planote ali pa se izbere lažja pot skozi dolino Avaš. Ko premaga to skalnato pregrado, popotnik ugotovi, da se obdajajoče obzidje dviga le malo nad normalno raven planote.
Fizični vidik visokogorja je impresiven. Severni del leži večinoma med 10° in 15° S. Sestavljen je iz ogromne gmote arhajskih kamnin s povprečno višino od 2000 do 2200 m nad morsko gladino in je v globoki osrednji depresiji poplavljen z vodo jezera Tana. Nad planoto se dviga več nepravilnih in na splošno slabo definiranih gorskih verig, ki dosegajo višine od 3700 m do nekaj manj kot 4600 m. Številne gore so neobičajne oblike.
Značilnost dežele so ogromni kanjoni, ki jo delijo in so sčasoma nastali zaradi erozivnega delovanja vode. So doline rek, ki izvirajo na vzpetinah ali gorskih pobočjih, si urežejo pot v okoliške nižine. Nekatere doline so precej široke; v drugih primerih so nasprotne stene kanjonov oddaljene le dvesto ali tristo metrov in padajo skoraj navpično na tisoče metrov, kar predstavlja erozijo več sto tisoč kubičnih metrov trde kamnine. Eden od rezultatov delovanja vode je bil nastanek številnih izoliranih hribov z ravnimi vrhovi ali majhnih planot, znanih kot amba, s skoraj pravokotnimi stranicami.
Najvišji vrhovi so v pogorjih Simien in Bale. Simiensko gorovje leži severovzhodno od jezera Tana in doseže vrhunec na zasneženem vrhu Ras Dašen, ki ima nadmorsko višino 4550 m. Nekaj kilometrov severovzhodno od Ras Dašena sta gori Biuat in Abba Jared, katerih vrhovi so manj kot 100 metrov pod Ras Dašenom.
Gorovje Bale je od večjega dela etiopskega višavja ločeno z Velikim tektonskim jarkom, enim najdaljših in najglobljih brezen v Etiopiji. Najvišji vrhovi tega območja so Tullu Demtu, druga najvišja gora v Etiopiji (4377 m), Batu (4307 m), Čilalo (4036 m) in gora Kaka (3820 m).
Vzporedno z vzhodnim pobočjem so višine Biala, 3810 m, Mount Abuna Josef, 4190 m in Kollo, 4300 m, zadnja imenovana je jugozahodno od Amba Mariam. Med jezerom Tana in vzhodnimi griči sta gori Guna, 4210 m in Uara Sahia, 3960 m. V gorovju Čoka v Misrak Godžamu gora Čoqa (znana tudi kot gora Birhan) doseže višino 4154 m.
Pod 10° S ima južni del visokogorja več odprte planote kot severni del in manj visokih vrhov. Čeprav je nekaj višin med 3000 in 4000 m, večina ne presega 2400 m, vendar je splošni značaj južnih regij enak kot na severu: precej razčlenjen hribovita planota.
Vzhodno od visokogorja proti Rdečemu morju je pas nižinske polpuščave, etiopskih kseričnih travišč in grmičevja.

## Podnebje
V Danakilski depresiji je puščavsko, z zelo visokimi temperaturami (nad 50 °C) in malo padavinami (pod 200 mm). Na višavju je podnebje tropsko, vendar se z višino naglo spreminja. Ločimo tri izrazite višinske pasove: 
- kola (do 1800 m; srednje letne temperature: (20-28 °C)
- woina dega (1800–2400 m; srednje letne temperature: 16-18 °C)
- dega (nad 2400 m; srednje letne temperature: 12-16 °C). Višavje dobi precej padavin, vendar so količine zelo odvisne od lege. Večina padavin pade od junija do septembra, ko je Etiopija pod vplivom vlažnih jugovzhodnih pasatov, največ na jugu (1500–2000 mm), na severu pa 1000-1500mm.

## Hidrologija
Večina Etiopskega višavja ima izrazito pobočje proti severozahodu, tako da skoraj vse velike reke tečejo v tej smeri do Nila, ki obsega približno 85 % njegove vode. Takšne so reka Tekezé na severu, Abaj v središču in Sobat na jugu, skozi te tri arterije pa se odvaja približno štiri petine celotne drenaže. Druga velika reka je Omo, ki teče proti jugu, s 14 % celotne drenaže pa je največja reka zunaj zgoraj omenjenih treh glavnih arterij, ki se izlivajo proti zahodu, in daleč glavni dovod endorheične Turkanske kotline s Turkanskim jezerom. Preostanek odnese Avaš, ki se izliva v slanem jezerskem območju ob meji z Džibutijem; ob reki Šebele in Džuba, ki tečeta jugovzhodno skozi Somalijo, čeprav Šebele največkrat ne doseže Indijskega oceana.
Reka Tekezé, ki je pravi zgornji tok reke Atbarah, ima svoje povirje v osrednji planoti in pade od približno 2100 do 750 m v ogromnem kanjonu, skozi katerega se vije proti severozahodu; tvori del meje z Eritrejo, in spet proti zahodu navzdol do zahodnih teras, kjer prehaja iz Etiopije v Sudan. Med deževjem se Tekezé (t.i. 'Grozni') dvigne kakšnih 5 m nad normalno raven in v tem času tvori neprehodno oviro med severnimi in osrednjimi regijami. V spodnjem toku je reka znana pod arabskim imenom Setit.
V Sudanu se Setit (na 14°20′N 35°51′E / 14.333°N 35.850°E) združuje z Atbarah, reko, ki jo tvori več potokov, ki izvirajo v gorah zahodno in severozahodno od jezera Tana. Gaš ali Mareb, ki tvori del meje z Eritrejo, je najsevernejša izmed visokogorskih rek, ki tečejo proti dolini Nila. Njeni izviri so na kopenski strani vzhodnega pobočja znotraj 80 km od zaliva Annesley na Rdečem morju. Doseže sudansko nižino blizu Kasale, onkraj tega mesta pa se njene vode razpršijo v peščena tla. Mareb je velik del leta suha, vendar je tako kot Takeze podvržena nenadnim svežinam v deževnem obdobju. Le levi breg zgornjega toka reke je na ozemlju Etiopije. Abaj – to je zgornji tok Modrega Nila – izvira blizu gore Denguiza v gorovju Čoqa, okoli 11°0′N 37°0′E / 11.000°N 37.000°E. Najprej teče 110 km skoraj proti severu do južne obale jezera Tana, ki leži 750 do 1000 m pod običajno gladino planote, ima nekoliko fizični vidik poplavljenega kraterja. Ima površino okoli 2800 kvadratnih kilometrov in globino na nekaterih delih 75 m. Na jugovzhodnem vogalu je rob kraterja tako rekoč prerezan z globokim kanjonom, skozi katerega uhaja Abaj in tu naredi velik polkrožen ovinek, kot je Tekezé, vendar v obratni smeri – vzhod, jug in sever -zahodno – navzdol do planjav Senar, kjer dobi ime Bahr-el-Azrak ali Modri Nil.
Abaj ima veliko pritokov. Od teh Bašilo izvira blizu Amba Mariam in odmaka vzhodno Amharo; Džama izvira blizu Ankoberja in odmaka severno Šoo; Muger izvira blizu Adis Abebe in odmaka jugozahodno Šoo; Didesa, največji od Abajinih pritokov, izvira v hribih Kaffa in ima na splošno smer od juga proti severu; Dabus teče blizu zahodnega roba strmine planote. Vse to so stalne reke. Desni pritoki, ki izvirajo večinoma na zahodnih straneh planote, imajo strma pobočja in so praviloma hudourniškega značaja. Beles pa je trajnica, Rahad in Dinder pa sta pomembni reki v času poplav.
V gorah in planotah Gambela in Kaffa v jugozahodni Etiopiji se dvigajo Baro, Gelo, Akobo in drugi glavni pritoki pritoka Sobat v Nil. Akobo se na približno 7°47′N 33°3′E / 7.783°N 33.050°E združi s Piborjem, ki se na približno 8°30′N 33°20′E / 8.500°N 33.333°E združi z Baro, reko pod sotočjem, ki je dobila ime Sobat. Te reke se spuščajo z gora v velikih padcih in tako kot drugi etiopski tokovi so v svojih zgornjih tokovih neplovne. Baro, ko doseže nižino, pa postane plovna reka, ki omogoča odprto vodno pot do Nila. Baro, Pibor in Akobo tvorijo 400 km zahodno in jugozahodno mejo Etiopije.
Glavna reka Etiopije, ki teče proti vzhodu, je reka Avaš (ali Avasi), ki izvira v višavju Ševan in naredi polkrožni ovinek najprej proti jugovzhodu in nato proti severovzhodu. Doseže Afarsko depresijo skozi široko sotesko v vzhodnem pobočju planote, za katero se ji na levem bregu pridruži njen glavni pritok, Germama (Kasam), nato pa teče v smeri zaliva Tadžoura. Tu je Avaš obilna reka, široka skoraj 60 m in globoka 1,2 m tudi v sušnem obdobju in med poplavami se dvigne za 15 do 20 m nad mejo nizke vode, s čimer poplavi ravnice dolge mnogo kilometrov vzdolž obeh bregov.
Po približno 800 km ovinkastem toku teče reka Avaš (v spodnjem toku) skozi vrsto badd (lagun) do jezera Abbe (ali Abhe Bid) na meji z Džibutijem in približno 100 do 110 km od vrha zaliva Tadžoura. V tem jezeru se izgubi reka Avaš. Ta izjemen pojav je razložen s položajem jezera Abbe v središču slane jezerske kotanje nekaj sto metrov pod morsko gladino. Medtem ko je večina drugih lagun zelo slanih, z debelimi inkrustacijami soli okoli njihovih robov, jezero Abbe ostane sveže skozi vse leto, zaradi velikega vodnega telesa, ki ga vanj izpušča Avaš.
Druga jezerska regija se razteza od gorovja Šoan jugozahodno do depresije Samburu (Turkansko jezero). V tej verigi slikovitih gorskih jezer – nekatera sveža, nekatera brakična, nekatera popolnoma zaprta, druga povezana s kratkimi kanali – so glavne povezave v njihovem vrstnem redu od severa proti jugu: Zvaj, ki se proti jugu povezuje s Hara in Lamina, vsa v coni Arsi ; nato Abidžata z izhodom v manjši zavoj do območij Baroda in Gamo, ki jih na zahodnih straneh obkrožajo travnata pobočja in gozdnata območja od 2000 m do skoraj 3000 m visoko; nazadnje jezero Čev Bahir (prej znano kot jezero Stephanie), ki je popolnoma zaprto in pada na višino okoli 550 m nad morsko gladino.
V isti sistem spada sosednje Turkansko jezero, ki je večje od vseh ostalih skupaj. To jezero na svojem severnem koncu sprejema vode Oma, ki izvira v višavju Šoan in je trajna reka s številnimi pritoki. V svojem poteku približno 600 km ima skupni padec približno 700 m, od nmv 1060 m pri izviru do okoli 360 m na gladini jezera in je posledično hiter potok, ki ga prekinjajo kokobi in drugi slapovi in je ploven le na kratki razdalji nad ustjem.
Glavni reki Somalije, Šebele in Džuba, izvirata na jugovzhodnih pobočjih etiopskega pobočja kot Šebele, Ganale Doria in Dava, del njihovega toka pa poteka skozi ozemlje, ki pripada Etiopiji.
V Etiopiji je veliko vročih vrelcev, kot je Sodere.

## Geologija
Vzhodnoafriška planota se nadaljuje v Etiopijo. Pionirska študija geologije Etiopije je bilo delo W. T. Blanforda leta 1870. Novejše delo se je osredotočilo na Afarski trikotnik zaradi njegovega pomena kot enega od dveh krajev na Zemlji, kjer je mogoče preučevati srednjeoceanski greben na kopnem (drugo je Islandija).
Predstavljene so naslednje formacije:
Sedimentne kamnine in metamorfne kamnine
- Nedavno: korale, naplavine, pesek
- Terciar: apnenci Harrara
- Jura: apnenci Antalo
- Trias: Adigratski peščenjaki
- Arhejski: gnajsi, skrilavci, skril

Magmatska kamnina
- Nedavno: Adenska vulkanska serija
- Terciar, kreda: skupina Magdala
- Jura: skupina Ashangi

Arhejsko – metamorfne kamnine sestavljajo glavno maso planote in so izpostavljene v vseh globokih dolinah v Tigreju in vzdolž doline Modrega Nila. Sljudni skrilavci tvorijo prevladujoče kamnine. V defileu Suris se pojavljajo tudi rogovačevi skrilavci in kompaktna feldspatska kamnina. Listje skrilavcev sega proti severu in jugu.
Trias – V regiji Adigrat so metamorfne kamnine vedno prekrite z belimi in rjavimi peščenjaki, ki ne vsebujejo fosilov in dosegajo največjo debelino 300 m. Prekrivajo jih fosilni apnenci skupine Antalo. Okoli Čelge in Adigrata so premogovne plasti, za katere Blanford meni, da so lahko iste starosti kot premogovne plasti v Indiji. Peščenjak Adigrat verjetno predstavlja del sistema Karoo v Južni Afriki.
Jura – Fosilni apnenci Antalo so na splošno vodoravni, vendar so ponekod precej moteni, ko so medplastni z Mekelle Doleritom. Vsi fosili so značilne oblike oolita in vključujejo vrste Hemicidaris, Pholadomya, Ceromya, Trigonia in Alaria.
Magmatske kamnine – Nad višino 2400 m državo sestavljajo pasti, ki pripadajo dvema različnima in neskladnima skupinama. Spodnja (skupina Ashangi) je sestavljena iz bazaltov in doleritov, pogosto amigdaloidnih. Njihova povezava z antalskimi apnenci je negotova, vendar Blanford meni, da niso starejši od oolita. Zgornji del (skupina Magdala) vsebuje veliko trahitnih kamnin precejšnje debeline, ki ležijo popolnoma vodoravno in povzročajo vrsto terasastih grebenov, značilnih za osrednjo Etiopijo. Prepredeni so z nefosilnimi peščenjaki in skrilavci.
Novejšega datuma (verjetno terciarja) je nekaj magmatskih kamnin, bogatih z alkalijami, ki se pojavljajo na nekaterih lokacijah v južni Etiopiji. Še novejšega datuma so bazalti in pepel zahodno od Massawe in okoli zaliva Annesley, znani kot vulkanska serija Aden. Kar zadeva starejše magmatske kamnine, je pomembna značilnost ogromna količina, ki so jo utrpele zaradi denudacije. Zašli so v globoke in ozke grape, včasih do globine od 1000 do 1200 m.

## Rastlinstvo
Kakor lahko popotnik v enem dnevu potovanja preide iz tropskega v skoraj alpsko podnebje, tako velika je tudi raznolikost rastlinstva in živalstva. V dolinah in nižinah je vegetacija gosta, splošen videz planot pa je sorazmerno gola dežela z redko posejanimi drevesi in grmovjem. Soteske in grape na pobočju so pogosto gosto gozdnate in ponujajo čudovit kontrast odprtim pobočjem.
Ti pogoji so še posebej značilni za severne regije; na jugu je vegetacija v višinah bolj bujna. Med številnimi vrstami dreves in rastlin, ki jih najdemo, so datljeva palma, mimosa, divja oljka, velikanske platane, brin in Antidesma bunius, mira (Commiphora myrrha) in druga gumijeva drevesa (grčasta in zakrnela, ta najbolj uspevajo na vzhodnem vznožju), veličasten bor (natalski rumeni bor (Pinus mitis), ki se upira napadom bele mravlje), fige, pomaranče, limete, granatna jabolka, breskve, marelice, banane in drugo sadno drevje; vinska trta (redko), robida in malina; rastline bombaž in indigo ter občasno sladkorni trs. Na jugu so veliki gozdovi dragocenega lesa; in rastlina kave je avtohtona v deželi Kaffa, od koder je dobila ime.
Veliko je vrst trav in cvetic. Velika območja pokriva kosso (Hagenia abyssinica), trdoživ član družine cvetočih rastlin, ki zraste od 2,5 do 3 m visoko in ima obilne viseče rdeče cvetove. Cvetovi in listi te rastline so zelo cenjeni v zdravilne namene. Plod hurarine, drevesa, ki ga najdemo skoraj izključno v Šoa, daje črno zrno, ki je zelo cenjeno kot začimba. Na nižinah gojijo veliko različnih žit in zelenjave. Vlaknasta rastlina, znana kot sansevieria, raste v divjem stanju v polpuščavskih predelih severa in jugovzhoda.

## Favna
Poleg spodaj naštetih domačih živali je živalstvo zelo pestro. Slona lahko najdemo v nekaterih nižinskih predelih, zlasti v dolini Sobat. Veliki povodni konj in krokodil naseljujeta večje reke, ki tečejo proti zahodu, vendar ju ni v Havašu, v katerem pa je veliko velikih vider. V nižinah je veliko levov. V osrednji Etiopiji leva ne najdemo več, razen občasno v rečnih dolinah.
Leopardi, tako lisasti kot črni, so številni in pogosto velike velikosti; hijene najdemo povsod in so vzdržljive in hude; pogosti so tudi ris, afriški volk, Afriški hijenski pes in šakal. Manj redko srečamo divje svinje in jazbece. Žirafe najdemo v zahodnih območjih, zebre in divjega osla pa pogosto najdemo na nižjih planotah in skalnatih hribih na severu. Obstajajo velike črede bivolov in antilop, gazele različnih vrst in v velikem številu pa srečamo v večini delov države.
Med sortami sta veliki in manli kudu (oba precej redka); duiker, bajza, kama, gerenuk (Litocranius walleri)) (najpogostejši - ima dolge tanke noge in kamelji vrat); skalna antilopa, ki jo najdemo na visokih planotah in tudi v nižjih predelih; in dik dik, najmanjša izmed antilop, njena teža redko presega 5 kg, pogosta v nižinah in vznožju. Afriško cibetovko najdemo v mnogih delih Etiopije, predvsem pa v regijah Galla. Številne so veverice in zajci, prav tako več vrst opic, zlasti navadna gvereza, dželada (Theropithecus gelada), zamorska mačka in savanski pavijan. Segajo od tropskih nižin do višin 3000 m.
V Etiopiji živijo številni orli, jastrebi, droplje in druge ptice ujede, kot tudi jerebice, pegatke, stepske kokoške, škurhe, Scolopax, kljunači, golobi, drozgi in lastovke. Običajno najdemo dobro sorto noja. Med pticami, cenjenimi zaradi njihovega perja, so Afriški marabu, žerjavi, čaplje, kos, papiga in šoje izjemnega sijaja.
Med žuželkami je najbolj številna in uporabna čebela, med pa povsod predstavlja pomemben del prehrane prebivalcev. Nasprotnega pomena je kobilica. Obstaja na tisoče vrst metuljev in drugih žuželk. Kač ni veliko, vendar je več vrst strupenih.

## Naravni viri in raba zemljišč
Etiopija ima majhne zaloge zlata, platine, bakra, pepelike in zemeljskega plina. Ima obsežen hidroenergetski potencial.
Od skupne površine je približno 20 odstotkov obdelovalnih površin, vendar je količina potencialno obdelovalnih površin večja. Le okoli 10 do 15 odstotkov kopnega je trenutno pokritega z gozdom zaradi hitrega krčenja gozdov v zadnjih 30 letih. Od preostalega se velik del uporablja kot paša. Nekatera zemljišča so preveč razgibana, suha ali nerodovitna za poljedelstvo ali kakršno koli drugo rabo.

## Sporne meje

### Eritreja
Meja med Etiopijo in Eritrejo ni bila nikoli natančno določena. Med letoma 1998 in 2000 sta se državi bojevali zaradi vprašanja, ki vključuje precej majhne enklave vzdolž severnega dela njune meje, vključno z majhno vasjo Badme in enklavo ljudstva Irob. Leta 2002 je mejo določila mednarodna mejna komisija.
Čeprav sta se obe državi strinjali, da sprejmeta njeno odločitev, je Etiopija zavrnila sprejetje ugotovitev komisije v celoti, na veliko zaprepadenje eritrejske vlade.

### Somalija
Tudi osrednji del etiopske meje s Somalijo ni bil nikoli v celoti razmejen in je le začasen. Pred letom 1950 je bila meja med Somalijo in Etiopijo označena s konvencijsko črto iz leta 1908 ali črto Feerfeer-Dharkayn Geenyo.
Vprašanja ostajajo tudi glede natančne lokacije majhnih parcel ob meji s Sudanom.

## Statistika
Lokacija
Vzhodna Afrika, zahodno od Somalije
Geografske koordinate
8°00′N 38°00′E / 8.000°N 38.000°E
Reference zemljevidov
Afrika
območje
- Skupaj: 1.127.127 km²
- Površina: 1.119.683 km²
- Voda: 7.444 km²

Kopenske meje
- Skupaj: 59.251 km
- Mejne države: Džibuti 343 km, Eritreja 1033 km, Kenija 867 km, Somalija 1640 km, Južni Sudan 1299  km in Sudan 744 km

Obala
0 km (brez obale):
Podnebje
Tropski monsun z velikimi topografsko povzročenimi variacijami
Teren
Visoka planota z osrednjim gorovjem, ki ga deli Velika razpočna dolina
Ekstremne višine
- Najnižja točka: Danakilska depresija, −125 m
- Najvišja točka: Ras Dašen, 4.533 m

Naravni viri
Majhne zaloge zlata, platina, baker, pepelika, zemeljski plin, hidroenergija
Raba zemljišča
- Njive: 15,35 %
- Trajni nasadi: 1,14 %
- Drugo: 83,51 % (ocena 2012)

Namakana zemlja
2896 km² (2003)
Skupni obnovljivi vodni viri
122 km3 (2011)
Črpanje sladke vode (gospodinjski/industrijski/kmetijski)
- skupno: 5,56 km3/leto (13 %/1 %/86 %)
- na prebivalca: 80,5 m3/leto (2005)

Naravne nevarnosti
Geološko aktivna: Veliki tektonski jarek, dovzetna za potrese, vulkanske izbruhe; pogoste suše
Okolje – aktualna problematika
krčenje gozdov; prekomerna paša; erozija tal; dezertifikacija; pomanjkanje vode na nekaterih območjih zaradi intenzivnega kmetijstva in slabega upravljanja
Okolje – mednarodni sporazumi
- Pogodbenica: Biotska raznovrstnost, Okvirna konvencija Združenih narodov o podnebnih spremembah, Dezertifikacija, Ogrožene vrste, Nevarni odpadki, Zaščita ozonskega plašča
- Podpisano, vendar ne ratificirano: Okoljska sprememba, Pravo morja, Prepoved jedrskih poskusov

Geografija – opomba
Neobjavljen – celotna obala vzdolž Rdečega morja je bila izgubljena z de jure neodvisnostjo Eritreje 24. maja 1993